# Arco dei Gigli
L'Arco dei Gigli è una delle aperture lungo la cinta muraria etrusca della città di Perugia.

## Storia
Secondo alcuni è qui che si trovava l'antica Porta Sole, citata da Dante Alighieri nel Paradiso, e che aveva la sua collocazione originaria nel punto più alto della città, l'omonimo colle del Sole. Probabilmente Porta Sole si trovava ancora più in alto, ma in considerazione del fatto che comunemente i nomi delle porte vengono trasferiti nel tempo alle aperture di transito comune più prossime alle originarie, non è errato indicarla anche con questo nome. L'arco venne trasformato in acuto nel XIII secolo. L'area venne fortificata nel XIV secolo, ma la cittadella militare, nota come fortezza di Porta Sole, fu abbattuta dopo una sommossa popolare nel 1376.
Detto anche di via Bontempi, dalla via dalla quale è attraversato che conduce a via del Roscetto, è conosciuto anche come arco dei Montesperelli, dalla nobile famiglia che vi abitava nelle vicinanze. L'arco è ricordato come Porta del Giglio (o dei Gigli) dal 1535, anno nel quale papa Paolo III Farnese visito la città passando di qui e fece delineare sulla sommità dell'arco il simbolo della sua famiglia, appunto il Giglio.

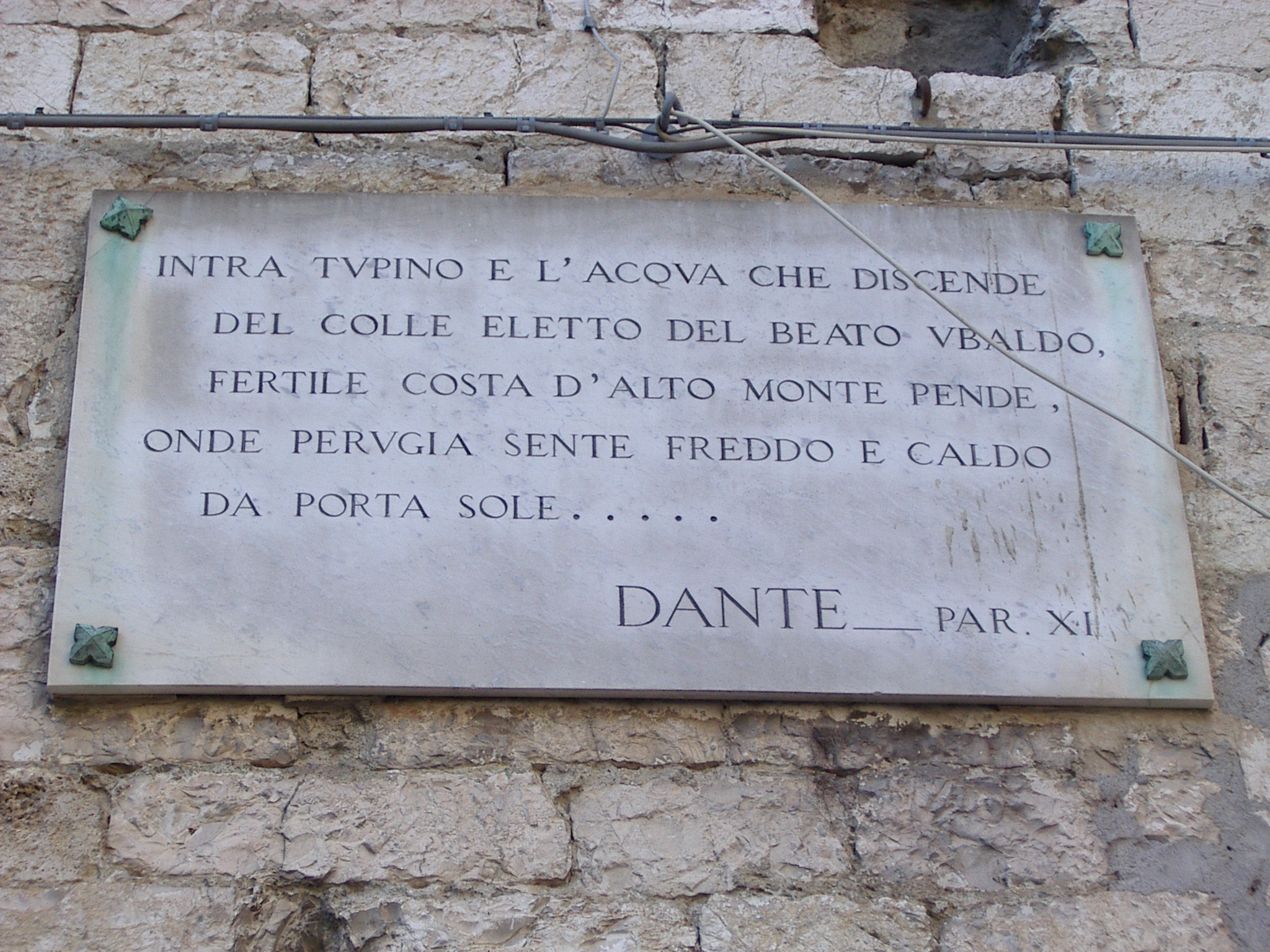
Targa dedicata a Dante in piazza Raffaello (già piazza San Severo).

## Descrizione
Guardando attentamente l'arco si possono notare i successivi interventi sulla muratura su cui poggia, dai grandi originari blocchi in travertino della cinta etrusca sino ai più fini mattoni medievali. 
Lungo l'apertura esterna, alla destra dell'arco medievale, s'intravede l'inizio dell'originario arco a tutto sesto.